# 이미영 (배우)
이미영(李美英, 1961년 3월 16일 (음력 1월 30일) ~ )은 대한민국의 배우이다.

## 학력
- 한광여자상업전수학교[1] 상업과 (졸업)

## 생애
1978년 한광여자상업전수학교 2학년 재학 당시 미스 해태 선발대회에 출전하여 대상을 수상하였고, 1979년에 MBC 10기 공채 탤런트로 입문하며 연예계로 데뷔하였다.
1980년 MBC 드라마 《사랑의 계절》에서 불량소녀 역을 맡아 각광을 받았으며, 이후 다수의 작품에서 반항아적인 이미지로 인기를 끌었다. 1985년 가수 전영록과 결혼하여 두 명의 딸(전보람, 전우람)을 두었고, 1997년 이혼하였다. 1985년 결혼을 하면서 《조선왕조 오백년 - 풍란》을 마지막으로 잠정 은퇴하였으나, 6년 만인 1991년 드라마 《TV 손자병법》으로 복귀하였다.
2003년 메릴랜드 대학 용산 분교 음악과 교수이던 미국인 킷 존스턴과 결혼했고, 2005년 9월에 이혼하였다. 오빠는 코미디언 이창훈이고, 첫째 딸 전보람은 아이돌 그룹 티아라의 前 멤버였으며, 둘째 딸 전우람은 아이돌 그룹 디유닛의 멤버이다.

## 드라마 연기 활동

### 타방송사
- 1980년 MBC 목요드라마 《사랑의 계절》 ... 막내딸 역
- 1980년 MBC 일일드라마 《알뜰 가족》
- 1981년 MBC 대하드라마 《교동 마님》
- 1981년 MBC 주말연속극 《아빠의 수염》
- 1981년 MBC 주말연속극 《성난 눈동자》
- 1981년 MBC 대하드라마 《장희빈》 ... 귀인 김씨 역
- 1982년 MBC 일일연속극 《어머니》
- 1982년 MBC 일일드라마 《시장 사람들》
- 1983년 MBC 대하드라마 《조선왕조 오백년 - 뿌리깊은 나무》 ... 사방지 역
- 1984년 MBC 단막극 《MBC 베스트셀러극장 - 우리들의 천국》
- 1984년 MBC 단막극 《MBC 베스트셀러극장 - 사계의 후조》
- 1985년 MBC 대하드라마 《조선왕조 오백년 - 풍란》 ... 옥매향 역
- 1993년 SBS 월화드라마 《댁의 남편은 어떠십니까》 ... 고상미 역
- 2002년 MBC 미니시리즈 《위기의 남자》 ... 뽕 역
- 2004년 MBC 일요아침드라마 《물꽃마을 사람들》 ... 애순 역
- 2004년 MBC 미니시리즈 《결혼하고 싶은 여자》 ... 박시봉 역
- 2005년 MBC 미니시리즈 《슬픈 연가》 ... 황민경 역
- 2006년 MBC 미니시리즈 《환상의 커플》 ... 우계주 역
- 2006년 MBC 미니시리즈 《늑대》 ... 문필녀 역
- 2007년 MBC 미니시리즈 《개와 늑대의 시간》 ... 강민기 모, 명애 역
- 2008년 MBC 일일연속극 《사랑해, 울지마》 ... 현우 모, 이영선 역
- 2010년 MBC 주말연속극 《민들레 가족》 ... 이필남 역
- 2011년 MBC 주말연속극 《천 번의 입맞춤》 ... 오복주 역
- 2014년 MBC 일일특별기획 《엄마의 정원》 ... 김자경 엄마 역 (우정출연)
- 2014년 MBC 미니시리즈 《미스터 백》 ... 고정숙 역
- 2019년 MBC 수목드라마 《더 뱅커》 ... 서보걸 엄마 역 (특별출연)
- 1992년 SBS 수목드라마 《궁합이 맞습니다》
- 1993년 SBS 월화드라마 《댁의 남편은 어떠십니까》 ... 고상미 역
- 1994년 SBS 설날특집극 《모래내에서 생긴 일》
- 1996년 SBS 드라마스페셜 《도둑》
- 1998년 SBS 일일시트콤 《순풍산부인과》
- 1999년 SBS 일일연속극 《당신은 누구시길래》 ... 고장순 역
- 2000년 SBS 드라마스페셜 《수호천사》 ... 유선정 역
- 2001년 SBS 일일연속극 《소문난 여자》 ... 대패댁 역
- 2003년 SBS 청춘드라마 《스무살》
- 2003년 SBS 주말특별기획 《천년지애》 ... 채 여사 역
- 2004년 SBS 주말특별기획 《발리에서 생긴 일》 ... 강인욱 모, 숙자 역
- 2005년 SBS 주말특별기획 《백만장자와 결혼하기》 ... 구정선 역
- 2005년 EBS 가족드라마 《겨울아이》 ... 홍단 생모, 주향 역
- 2007년 SBS 주말특별기획 《조강지처 클럽》 ... 복분자 역
- 2007년 SBS 일일연속극 《그 여자가 무서워》
- 2007년 SBS 대기획 《로비스트》 ... 해리 모, 정순 역
- 2008년 SBS 드라마스페셜 《바람의 화원》 ... 목계월 역
- 2009년 SBS 주말극장 《천만번 사랑해》 ... 박애랑 역
- 2009년 SBS 미니시리즈 《천사의 유혹》 ... 주아란의 작은 엄마 역
- 2013년 SBS 아침드라마 《당신의 여자》 ... 마팔순 역
- 2014년 SBS 주말극장 《기분 좋은 날》 ... 김신애 역
- 2015년 SBS 아침연속극 《황홀한 이웃》 ... 나정분 역
- 2016년 SBS 주말드라마 《우리 갑순이》 ... 신말년 역

### KBS
- 1991년 KBS2 주간드라마 《TV 손자병법》 ... 조 대리 역
- 1995년 KBS2 미니시리즈 《갈채》
- 1996년 KBS2 미니시리즈 《컬러》〈화이트로 그린 슬픔〉
- 1996년 KBS2 미니시리즈 《아내가 있는 풍경》
- 1997년 KBS2 미니시리즈 《내 안의 천사》
- 1997년 KBS2 일요아침드라마 《오늘은 왠지》
- 1997년 KBS2 일일시트콤 《아무도 못말려》 ... 박철의 이모 역
- 2003년 KBS1 일일연속극 《노란 손수건》 ... 이한순 역
- 2004년 KBS2 단막극 《드라마시티 - 정은 늙지도 않아》
- 2005년 KBS1 아침드라마 《TV소설 고향역》 ... 김입분 역
- 2006년 KBS1 대하드라마 《서울 1945》 ... 차계옥 역 - 해경의 외숙모
- 2006년 KBS2 주말연속극 《소문난 칠공주》 ... 연하남 모 역
- 2006년 KBS2 미니시리즈 《포도밭 그 사나이》 ... 최옥숙 역
- 2006년 KBS2 미니시리즈 《구름계단》 ... 윤희 모 역
- 2007년 KBS2 주말연속극 《행복한 여자》 ... 병구 모 역
- 2009년 KBS1 아침드라마 《TV소설 청춘예찬》 ... 오광자 역
- 2009년 KBS2 미니시리즈 《미워도 다시 한 번 2009》 ... 박선옥 역
- 2010년 KBS2 단막극 《KBS 드라마 스페셜 - 마지막 후레쉬맨》 ... 순영 역
- 2011년 KBS2 미니시리즈 《가시나무새》 ... 순금 역
- 2013년 KBS2 미니시리즈 《예쁜 남자》 ... 이말자 역
- 2019년 KBS2 주말드라마 《세상에서 제일 예쁜 내 딸》 ... 박경희 역
- 2021년 KBS2 일일드라마 《미스 몬테크리스토》 ... 윤초심 역
- 2021년 KBS2 주말드라마 《오케이 광자매》 ... 김영희 역
- 2022년 KBS2 월화드라마 《크레이지 러브》 ... 공 여사 역
- 2023년 KBS2 일일드라마 《우아한 제국》 ... 우영란 역

### 케이블방송사
- 2012년 MBN 수목드라마 《수상한 가족》 ... 이백 모, 장인숙 역
- 2014년 tvN 금토드라마 《응급남녀》 ... 조양자 역
- 2016년 SBS Plus 금요드라마 《유부녀의 탄생》 ... 철수 모 역

### 영화 출연 개봉 종료
- 1978년 《마지막 겨울》
- 1980년 《최인호의 병태만세》 ... 오영자 역
- 1983년 《대학 신입생 오달자의 봄》
- 1983년 《대학 들개》
- 1984년 《새댁 나팔을 불기 시작했다》
- 1984년 《대학 괴짜들》 ... 또순이, 김다이 역
- 1987년 《얄숙이들의 개성시대》
- 2003년 《마들렌》 ... 희진 모 역
- 2007년 《허브》 ... 미자 역
- 2019년 《감쪽같은 그녀》 ... 슈퍼할매 역

### 교양 출연 종료
- 2003년 KBS2 《TV는 사랑을 싣고》 ... 게스트

### 광고
- 1991년 한국오츠카제약 더 칼슘 (이주희와 함께 출연)
- 1993년 해태제과 《고향 고기만두》
- 1994년 동화약품 《후시딘》

## 수상
- 2000년 SBS 연기대상 우수조연상 《당신은 누구시길래》